# Туадаш Тундры
Туадаш Тундры — горный массив в Мурманской области. Продолжение массива Сальные Тундры на запад. Высшая точка — гора Чильтальд (907 м). В отличие от большинства других тундр западнее Имандры, Туадаш Тундры не входят в Лапландский заповедник, и потому привлекательны для лыжного и пешеходного туризма. Существенная часть массива расположена выше зоны леса.
Туадаш Тундры вытянуты с юга на север. С востока они ограничены долиной реки Конья, с запада — Нотозером. Весь массив находится в бассейне Туломы.